# Dismorphia melia
Dismorphia melia é uma borboleta neotropical da família Pieridae e subfamília Dismorphiinae, nativa da região sudeste e região sul do Brasil. Foi classificada por Godart em 1824 com a denominação de Pieris melia, no texto Descriptions of New or Imperfectly Described Lepidopterous Insects; publicado no The Annals and Magazine of Natural History. Possui padrões de asas sexualmente dimórficos entre macho e fêmea.

## Descrição dos sexos
- Macho

Indivíduos do sexo masculino possuem as asas, vistas por cima, com padrão geral de coloração em marrom-enegrecido e amarelo claro.
- Fêmea

Indivíduos do sexo feminino possuem as asas, vistas por cima, com padrão geral de coloração em marrom, amarelo claro e tons alaranjados, raiados em suas asas posteriores. Tal padrão lhes permite uma semelhança muito forte com borboletas Nymphalidae Heliconiinae Acraeini do gênero Actinote, das quais se torna espécie mimética.

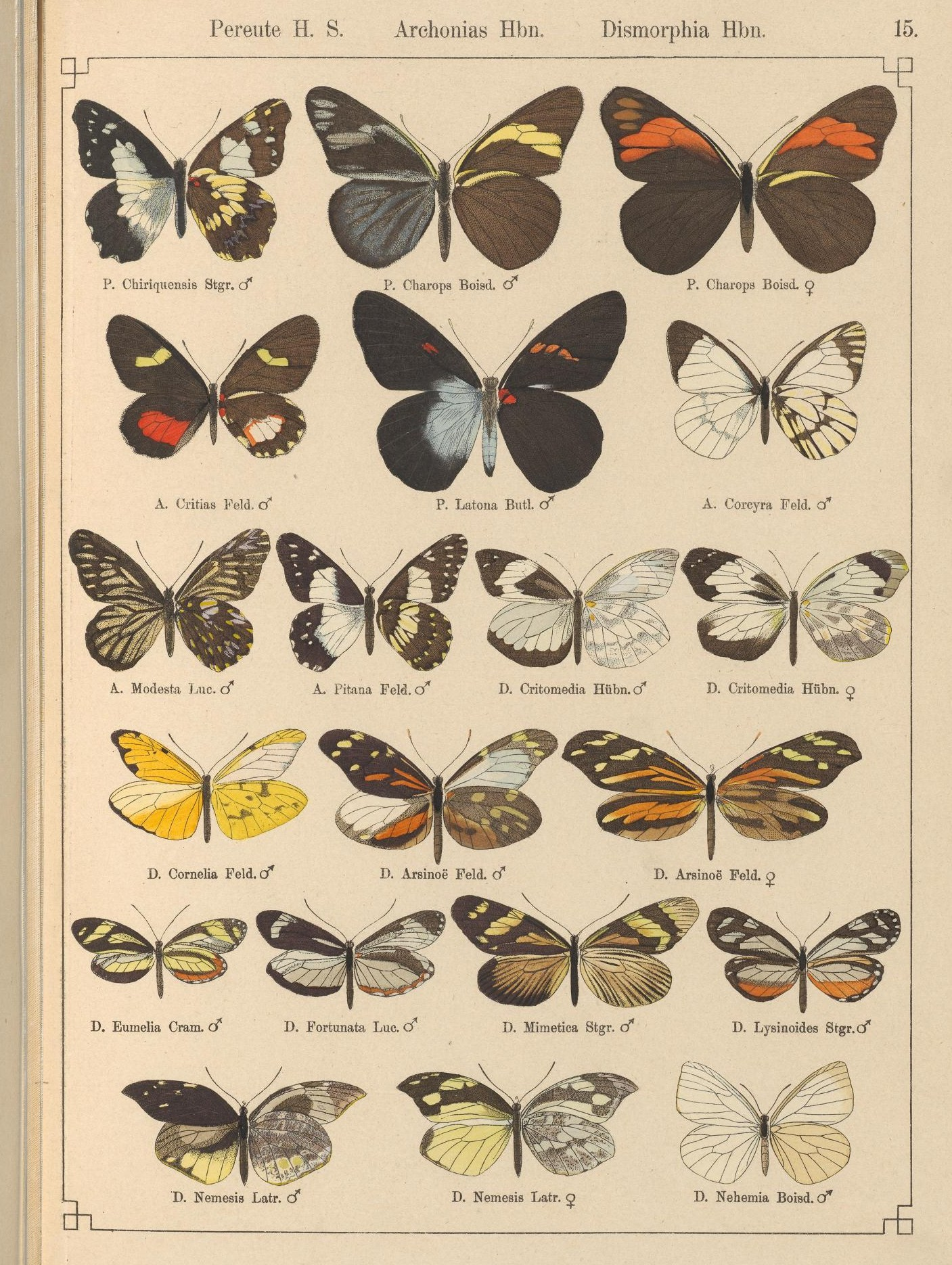
A fêmea de D. melia é a décima-sexta imagem, em ordem de leitura; identificada nesta gravura como Dismorphia mimetica e erroneamente indicada como sendo o macho.
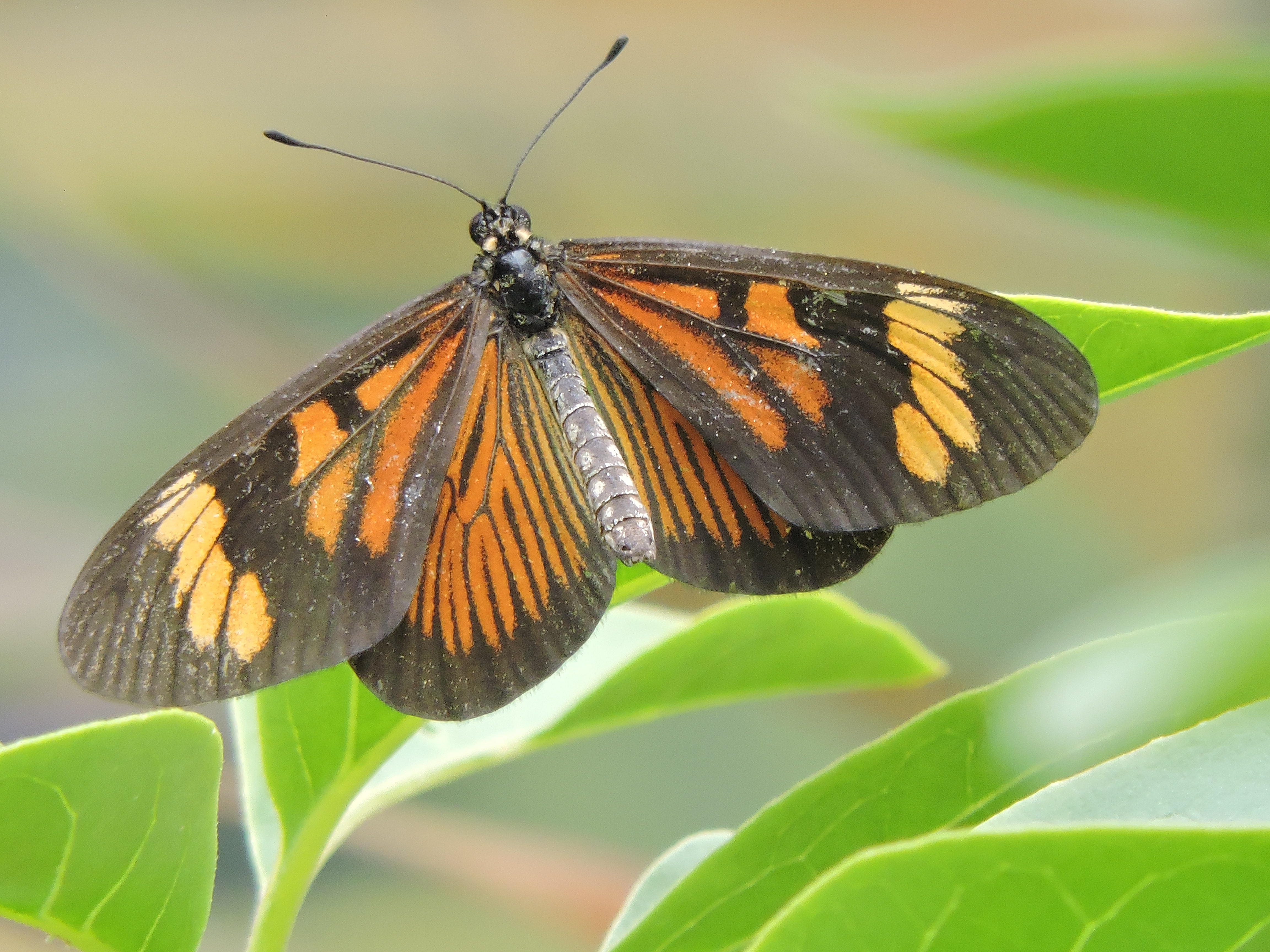
Um Nymphalidae Heliconiinae Acraeini sul-americano do gênero Actinote, cuja fêmea de D. melia é mimética.